# Ulica Pszenna we Wrocławiu

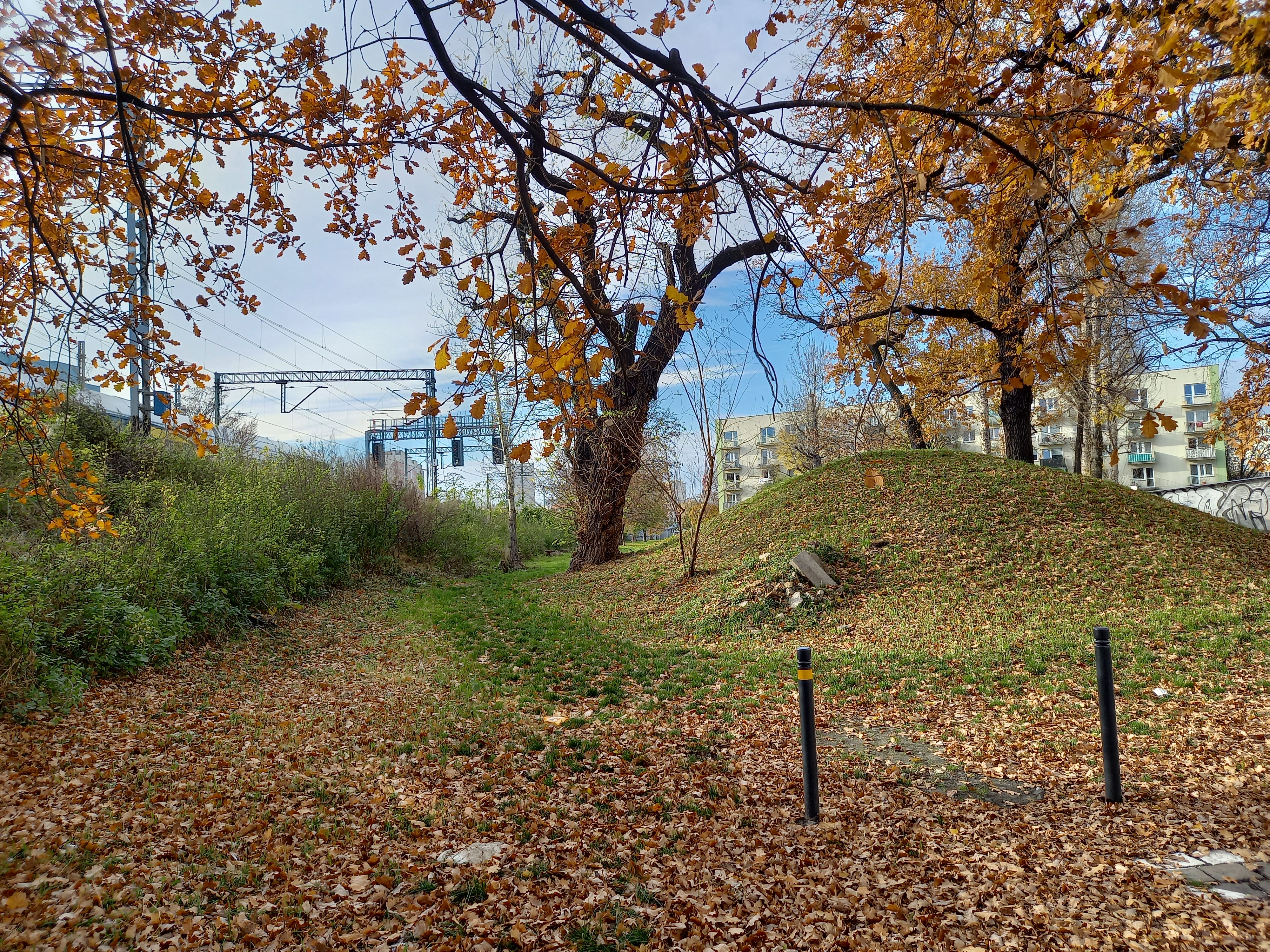
Koniec ulicy, dalej teren po zlikwidowanym odcinku ulicy

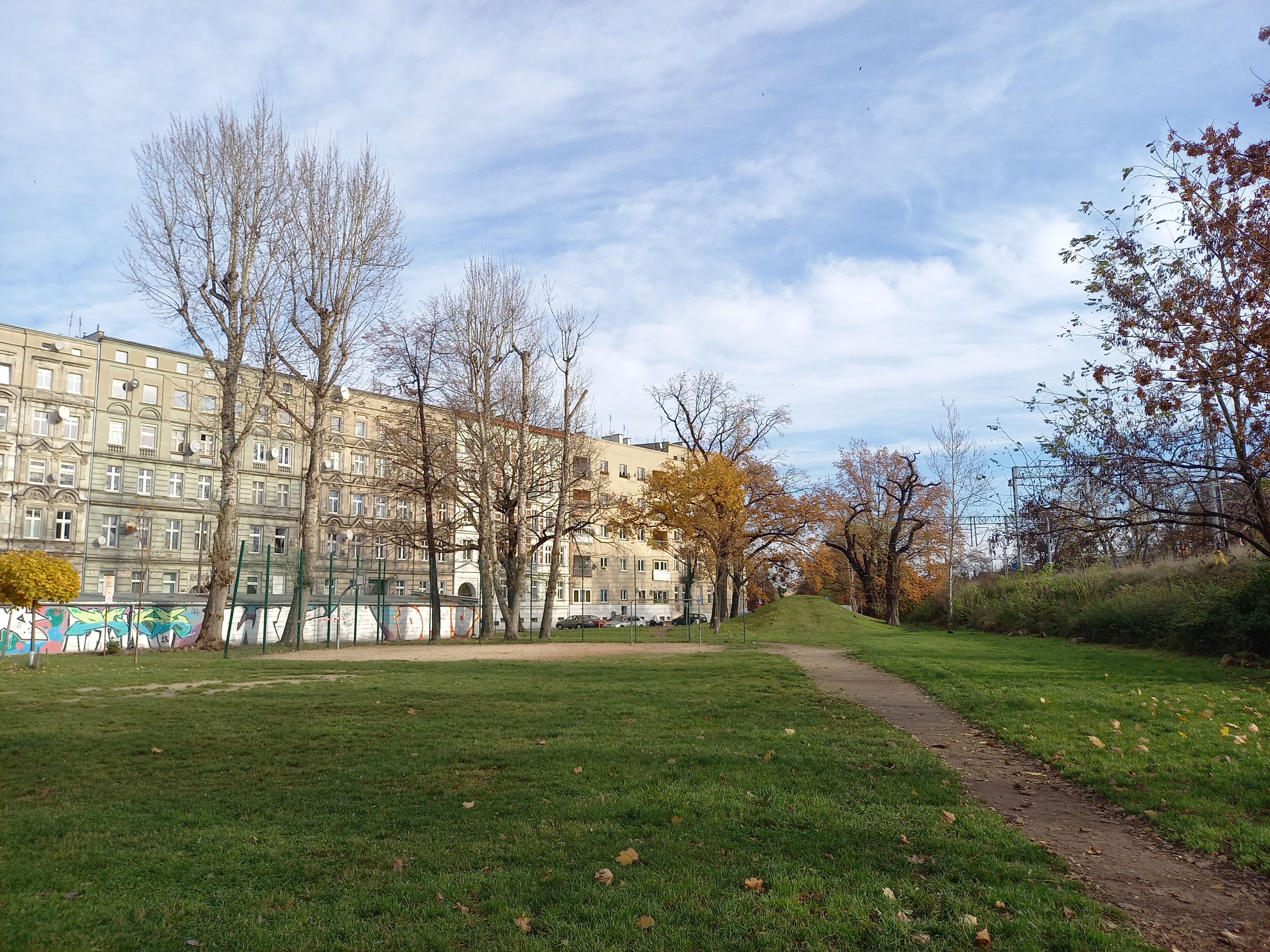
Teren po zlikwidowanym odcinku ulicy, w tle zabudowa ul. Żytniej, za górką ul. Pszenna

Ulica Pszenna – ulica położona we Wrocławiu, łącząca ulicę Żytnią z placem Rozjezdnym i ulicą Jęczmienną, na osiedlu Przedmieście Świdnickie w dawnej dzielnicy Stare Miasto. Ulica ma 164 m długości. Współcześnie charakterystyczną cechą tej ulicy jest jej przebieg wzdłuż nasypu kolejowego, na którym przebiegają linie kolejowe: linia kolejowa nr 271 i linia kolejowa nr 273 , a cała zabudowa znajduje się po jej północnej stronie i obejmuje kamienice ujęte w gminnej ewidencji zabytków.

## Historia
Ulica Pszenna położona jest na terenach należących niegdyś do dawnej wsi Gajowice. W XIX wieku granica miasta przebiegała wzdłuż polnej drogi na śladzie której wytyczono w 1845 r. ówcześnie nową ulicę Friedrichstrasse, która dziś podzielona jest na trzy odrębnie nazwane ulice: Wojciecha Bogusławskiego, Kolejowa i Nasypowa. Już rok później, w 1846 r., zbudowano linię kolejową, łączącą trzy wrocławskie dworce kolejowe, w poziomie terenu, biegnącą na północ od dzisiejszej ulicy Pszennej. Budowa linii kolejowej w poziomie terenu spowodowała ograniczenia w rozwoju zabudowy i przeszkadzała w codziennej komunikacji.
Projekty wytyczenia ulic w tym rejonie powstawały już od 1873 r.. W latach 1881–1882 jeszcze na polach wsi Gajowice został przez właścicieli gruntów u zbiegu Pszennej i Jęczmiennej założony plac Rozjezdny, którego układ urbanistyczny zdeterminowany był przebiegiem linii kolejowej i starszych ulic. W latach 80. XIX wieku zbudowano w okolicy domy czynszowe w zabudowie pierzejowej. Również przy zachodnim krańcu ówczesnej ulicy – dziś nieistniejącym – do skrzyżowania z krótką wówczas ulicą biegnącą od ulicy Grabiszyńskiej do torów kolejowych (dziś stanowiącą część ulicy Zaporoskiej), powstała zwarta zabudowa kamienicowa.
W latach 1900–1905 linię kolejową wyniesiono na estakadę kolejową, nasyp i wiadukty (estakada kolejowa we Wrocławiu), zbudowaną w latach 1900-1905 (1896-1901), przesuwając zachodni przebieg linii kolejowej nieco bardziej na południe, w ten sposób, że teren przy ulicy Pszennej znalazł się po północnej stronie nasypu i został on włączony do Przedmieścia Świdnickiego.
Znaczna część zabudowy w tym rejonie uległa zniszczeniu w wyniku działań wojennych prowadzonych podczas oblężenia Wrocławia w 1945 r. W latach 60. XX wieku przeprowadzono porządkowanie ulic bocznych Grabiszyńskiej, a w latach 1962-1967 zrealizowano nową zabudowę budynkami mieszkalnymi cztero- i ośmio- piętrowymi w obszarze od pl. Rozjezdnego do Grabiszyńskiej. W czasie realizacji nowej zabudowy tego rejonu w latach 60. XX wieku likwidacji uległ zachodni odcinek ulicy, od ulicy Żytniej do ulicy Zaporoskiej.

## Nazwy
W swojej historii ulica nosiła następujące nazwy:
- Seydlitzstrasse, do 1946 r.[19]
- Pszenna, od 1946 r.[1][20].

Niemiecka nazwa ulicy upamiętnia Friedricha Wilhelma von Seydlitza, urodzonego 3 lutego 1721 r. w Kalkar, zmarłego 27 sierpnia 1773 r. w Oławie, pruskiego generała, dowódcę kawalerii. Współczesna nazwa ulicy została nadana przez Zarząd Wrocławia i ogłoszona w okólniku nr 12 z 7.03.1946 r.. W okolicy oprócz ulicy Pszennej znajdują się trzy inne ulice o nazwach przyjętych od zbóż: Jęczmienna, Żytnia i Owsiana.

## Układ drogowy
Do ulicy Pszennej przypisana jest droga gminna nr 105049D (numer ewidencyjny drogi G1050490264011) o długości 164 m, łącząca ulicę Żytnią z placem Rozjezdnym i ulicą Jęczmienną, klasy dojazdowej. Szerokość ulicy w liniach rozgraniczających w określony miejscu wynosi 17,1 m.
Ulica łączy się z następującymi drogami publicznymi, kołowymi, oraz innymi drogami:
| rodzaj       | droga                                                  | foto |
| ------------ | ------------------------------------------------------ | ---- |
| kontynuacja  | ulica Żytnia                                           |      |
| skrzyżowanie | łącznik do ulicy Jęczmiennej (w ramach ulicy Pszennej) |      |
| skrzyżowanie | ulica Jęczmienna                                       |      |
| kontynuacja  | pl. Rozjezdny                                          |      |

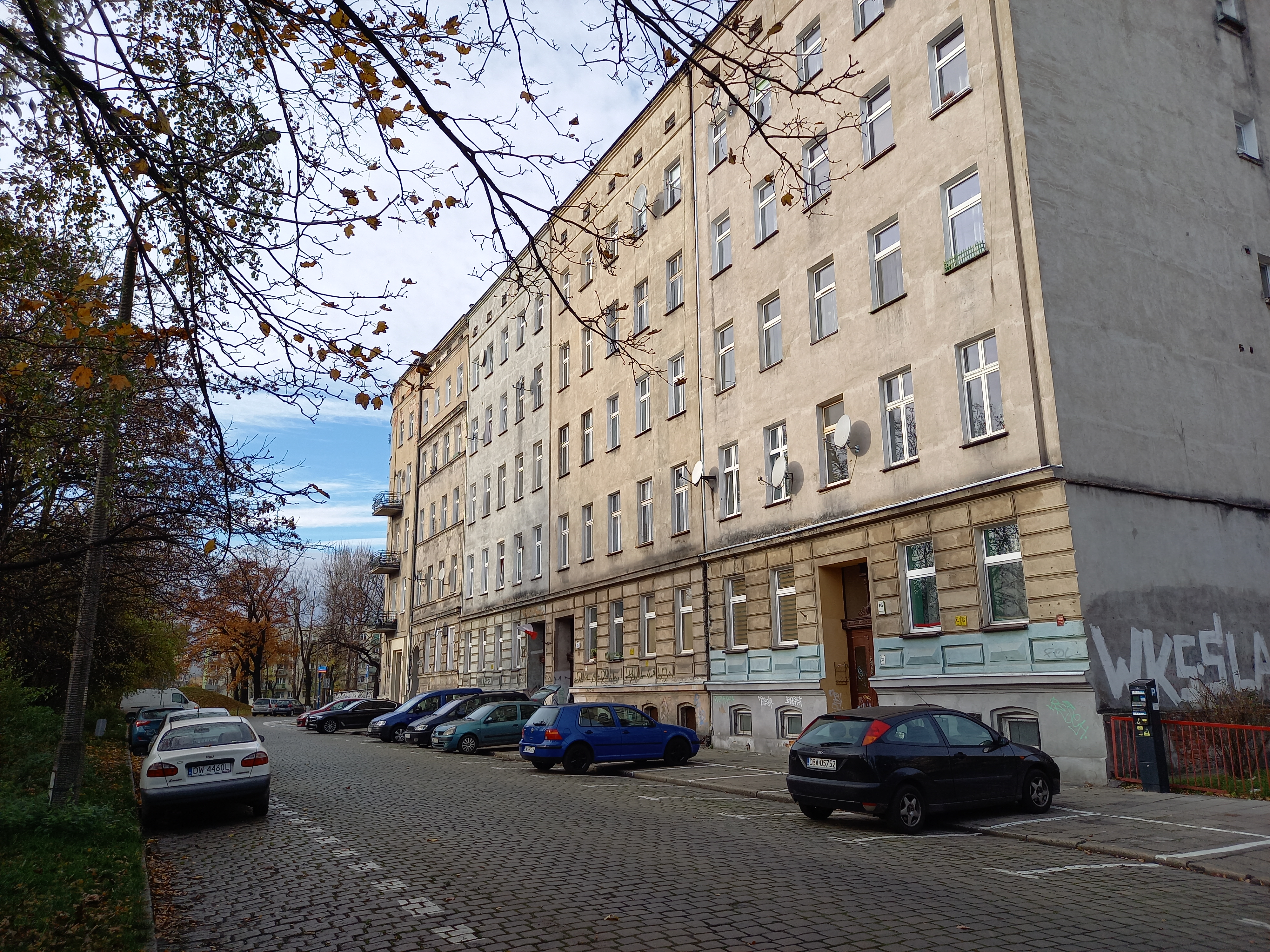
Ul. Pszenna

Ulica wraz z łącznikiem i niewielkim zieleńcem położona jest na działce ewidencyjnej o polu powierzchni wynoszącym 3.356 m2.
Droga gminna przypisana do ulicy posiada nawierzchnię wykonaną z granitowej kostki brukowej. Jest ona w całości objęta strefą ograniczenia prędkości 30 km/h. W ramach wymienionej strefy ruchu uspokojonego przeznaczona jest także dla ruchu rowerowego.

## Zabudowa i zagospodarowanie

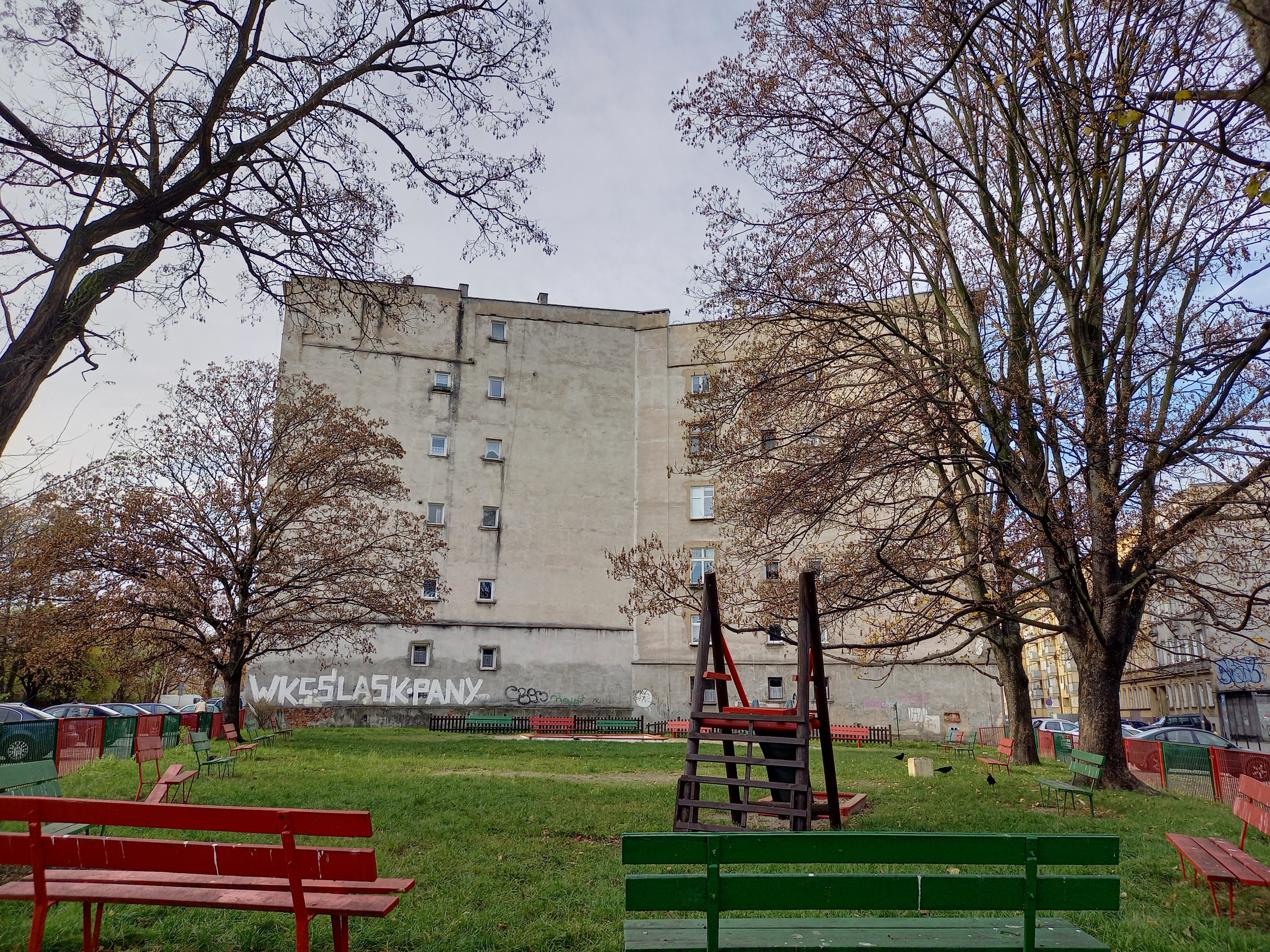
Skwer z placem zabaw pomiędzy ul. Pszenną i Jęczmienną

Zabudowa przy ulicy Pszennej obejmuje kamienice o pięciu kondygnacjach położone w zwartej zabudowie pierzejowej po północnej stronie ulicy. U zbiegu z ulicą Jęczmienną położony jest skwer o powierzchni 1.113 m², z placem zabaw oraz okalającym go od strony ulic szpalerem drzew i niewielki zieleniec, z podlegającą ochronie zielenią parkową – grupa drzew. W przeciwieństwie do okolicznych ulic, zarówno parzysta jak i nieparzysta numeracja adresowa dotyczy tej jednej zabudowanej, północnej strony i obejmuje numery 12, 13, 14, 15 i 16. Na zachodnim krańcu ulica kończy się wolnym terenem zieleni, a na wschodnim budynkiem z usługami ukierunkowanymi na obsługę pojazdów, położonym przy placu Rozjezdnym 1. Natomiast południowa strona to jak wyżej zaznaczono nasyp z trzema torami kolejowymi  .
Ulica przebiega przez teren o wysokości bezwzględnej od 119,5 do 120,0 m n.p.m.. Zabudowa przy ulicy objęta jest rejonem statystycznym numer 933460, przy czym dostępne dane pochodzą z 31.12.2019 r. W rejonie tym przy zameldowanych 764 osobach gęstość zaludnienia wynosi 19.818 lud./km².

## Ochrona i zabytki
W rejonie ulicy ochronie podlega skwer położony pomiędzy ulicą Pszenną i Jęczmienną, przylegający do czynszowej zabudowy kamienicowej. Przy ulicy i w najbliższym sąsiedztwie znajdują się następujące zabytki i inne obiekty historyczne (wszystkie położone w pierzei północnej ulicy):
| obiekt, położenie          | powstanie, nr rej.                                | fotografia |
| -------------------------- | ------------------------------------------------- | ---------- |
| Kamienica ulica Pszenna 12 | około 1880 r., XX wiek rodzaj ochrony – inny      |            |
| Kamienica ulica Pszenna 13 | około 1875-1880 r., XX wiek rodzaj ochrony – inny |            |
| Kamienica ulica Pszenna 14 | około 1880 r., XX wiek rodzaj ochrony – inny      |            |
| Kamienica ulica Pszenna 15 | około 1880 r., XX wiek rodzaj ochrony – inny      |            |
| Kamienica ulica Pszenna 16 | około 1880 r., XX wiek rodzaj ochrony – inny      |            |

## Baza TERYT

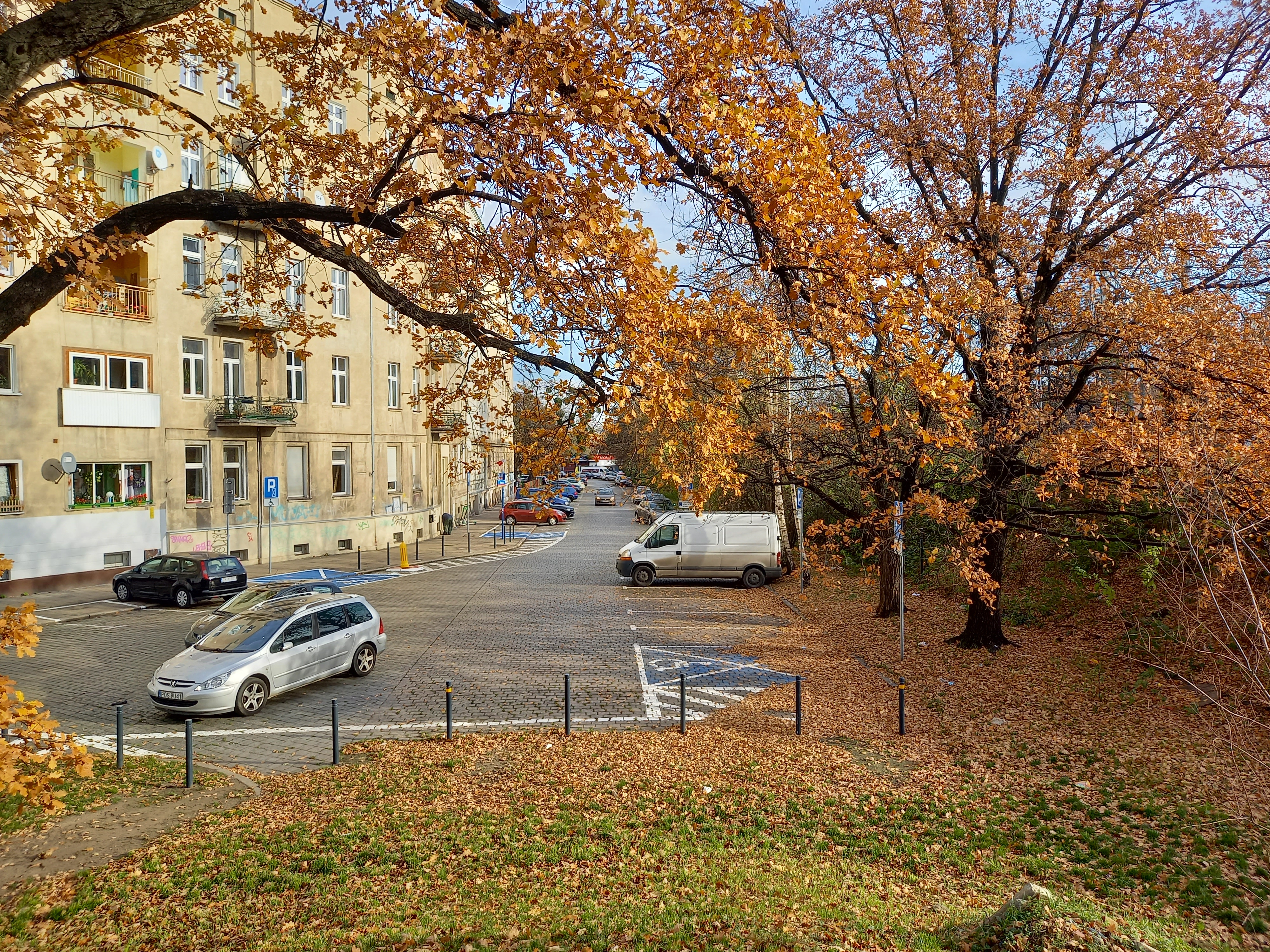
Ul. Pszenna

Dane Głównego Urzędu Statystycznego z bazy TERYT, spis ulic (ULIC):
- województwo: DOLNOŚLĄSKIE (02)
- powiat: Wrocław (0264)
- gmina/dzielnica/delegatura: Wrocław (0264011) gmina miejska
- Miejscowość podstawowa: Wrocław (0986283) miasto, Wrocław-Stare Miasto (0986946) delegatura
- Gmina/dzielnica/delegatura: Wrocław-Stare Miasto (0264059) delegatura
- Nazwa ulicy: ul. Pszenna (18049).